# Dein Weg ist Dir bestimmt
Dein Weg ist Dir bestimmt (Originaltitel Quai de Grenelle, Alternativtitel Hotel zum Hafen von Grenell) ist ein französisches Filmdrama von 1950 unter der Regie von Emil E. Reinert. Jacques Laurent adaptierte seinen eigenen Roman La Mort à boire. Die Hauptrollen sind besetzt mit Henri Vidal, Françoise Arnoul und Robert Dalban.

## Handlung
Jean-Louis Cavalade verkauft von ihm im Wald von Fontainebleau eingefangene Vipern an Labore. Als er eines Tages zusammen mit seiner Freundin Simone Lamy, die in einer Apotheke arbeitet, die Straße außerhalb des Fußgängerstreifens überquert, stellt ihn ein Gendarm unfreundlich zur Rede. Es kommt zu einem Disput zwischen den Männern, woraufhin der Gendarm darauf besteht, Jean-Louis’ mitgeführte Tasche zu durchsuchen. Dabei stößt er auf die im Wald eingefangenen Giftschlangen, die entwischen können. Die umstehenden Menschen ergreifen daraufhin die Flucht. Unter ihnen befindet sich auch eine kleine alte Dame, die die Worte von Jean-Louis und Simone falsch interpretiert, und nun verbreitet, dass der junge Mann wegen eines Raubüberfalls gesucht werde. Unglücklicherweise sucht man in der Stadt tatsächlich gerade nach einem Mann, der einen Überfall auf eine Bank begangen hat und scheut sich nicht, Cavalade in diese Rolle zu drängen. Obwohl nichts dafür spricht, dass er etwas mit dem Überfall zu tun hat, flieht Cavalade und versteckt sich aus Angst, ohne zu versuchen, die Dinge einfach aufzuklären. Seine Flucht, die seine Freundin ratlos zurücklässt, führt ihn nach Paris.
Inzwischen hat der Sensationsreporter Crioux von dem ermittelnden Kriminalkommissar von der Sache und dem Verdacht gegen Cavalade erfahren und bauscht die Geschichte in seiner Zeitung derart auf, dass sie sich zu einer beispiellosen Kampagne gegen Cavalade entwickelt. Cavalade wird als Monster dargestellt, das in einer belebten Stadt Giftschlangen freilässt. Diese negativen Erfahrungen Cavalades führen bei dem Gehetzten zu einer Paranoia. Er lässt sich auf die Prostituierte Mado und deren wohlhabenden Freund, den Schuhfetischisten Zance, einen zwielichtigen älteren Mann, ein. Das ungleiche Pärchen bietet ihm seine Hilfe an. Mado beginnt, sich in den jungen Mann zu verlieben.
Als Cavalade einen der gegen ihn gerichteten Artikel in der Zeitung entdeckt, macht er dessen Urheber ausfindig und versucht nun doch, die Dinge richtigzustellen. Crioux erklärt ihm, dass bereits eine weitere Geschichte über ihn im Druck sei, er aber versuchen werde, diese entsprechend Cavalades Angaben zu korrigieren und die Zeitung ihn dabei unterstützen wolle, seine Unschuld zu beweisen. Dazu kommt es jedoch nicht, da die Zeitungen bereits gedruckt und ausgeliefert worden sind. Nachdem Cavalade die Nacht mit Mado verbracht hat, entdeckt er am nächsten Morgen, dass der Reporter das ihm gegebene Versprechen nicht eingehalten hat. Als er diesen wiederum aufsucht, kommt es zum Streit, bei dem Cavalde auch die Frau des Reporters tätlich angreift und Crioux niederschlägt. Als Cavalade wenig später Mado gegenüber ankündigt, dass er Paris verlassen werde, macht sie ihm eine Szene, was sie letztendlich mit dem Leben bezahlt.
Der für den Fall zuständige Kommissar Corbès versucht inzwischen mit Hilfe von Cavalades Freundin Simone, dem Gesuchten eine Falle zu stellen. Sie soll in einem Kabarett in „Pigalle“ auftreten. Die Presse springt sofort darauf an und veröffentlicht einen Artikel mit dem Titel „Die Braut von Frankenstein“. Tatsächlich droht Cavalade in die Falle zu tappen und wird bei seiner Flucht durch einen Schuss in den Arm verletzt. Nicht genau wissend, was er nun tun soll, sucht er Zance auf, der inzwischen Mados Leiche gefunden hat. Der ältere Mann hat Cavalade, nachdem er Mado gefunden hatte, an die Polizei verraten. Cavalade erwürgt ihn daraufhin. Danach bringt er noch die Kraft auf, in seinen geliebten Wald von Fontainebleau zurückzukehren, wo er im Kugelhagel der Gendarmen stirbt.

## Produktion

### Produktionsnotizen
Produziert wurde der Film von Films Metzger et Woog und Filmsonor. Gedreht wurde zwischen dem 6. April und dem 11. Juni 1950 in Paris. Im Soundtrack ist der Titel Tu m’as Donné tout ce que j’Aime (deutsch Du hast mir alles gegeben, was ich liebe) zu hören. Die Musik stammt von Joe Hajos, der Text von André Tabet. Vorgetragen wird der Titel von Eliane Embrun. In deutscher Sprache war die Gamma-Film für das Filmdrama verantwortlich, der Verleih erfolgte durch Styria.
Der Nachname der Hauptfigur Cavalade wurde passend zum französischen Ausdruck „en cavale“, was „auf der Flucht“ bedeutet, gewählt.

### Veröffentlichung
Der Film hatte am 26. Oktober 1950 Premiere in Nizza, am 19. Januar 1951 lief er dann allgemein in Frankreich an. In Schweden war der Film erstmals im Oktober 1951 zu sehen, in New York im Juli 1952 und in Dänemark im Juli 1955. In der Bundesrepublik Deutschland kam der Film am 6. Juni 1952 in die Kinos, in Österreich im darauffolgenden Jahr unter dem Titel Jagd in den Tod.
Der Film wurde zudem in Brasilien und Griechenland veröffentlicht. Der internationale Titel lautet Quay of Grenelle oder auch The Strollers.

## Kritik
Den Kritiker des Filmdienstes konnte der Film überzeugen. Er schrieb: „Fatalistisches Drama, spannend inszeniert, überzeugend gespielt. (Alternativtitel: ‚Jagd in den Tod‘, ‚Hotel zum Hafen von Grenelle‘)“
Auf der Seite Sens Critique heißt es, man könne diesem Film noir, auch wenn man noch so genau hinsehe, nichts vorwerfen. Die Intrige sei gut entwickelt, die Zutaten des Films reichlich und abwechslungsreich. In ihrer Rolle fabelhaft sei Maria Mauban, die von Jean Tissier gespielte Figur ambivalent angelegt. Auch die kleineren Rollen seien ausgezeichnet besetzt, bezaubernd sei Micheline Francey. Der Kameramann leiste gute Arbeit, die Szenen seien weder zu lang noch zu kurz. Dies sei ein exzellenter Thriller, der sich an ein Thema wage, dem auch Woody Allen nicht ablehnend gegenübergestanden hätte.
James Travers setzte sich 2014 mit dem Film auseinander und meinte, er sei ein offensichtlicher Versuch, von der Popularität des amerikanischen Film noir zu profitieren. Tatsächlich liefere er ein überraschend gutes Beispiel für sein Genre und dem Regisseur gelinge etwas, an dem Marcel Carné und Jacques Prévert gescheitert seien, er verlängere nämlich das Leben des poetischen Realiusmus über seine Blütezeit in den späten 1930er Jahren hinaus in die Ära der Moderne nach dem Zweiten Weltkrieg. Zwar möge die Handlung übertrieben konstruiert sein, das Tempo etwas ungleichmäßig und die Nebenfiguren ein wenig anfällig für Karikaturen, trotzdem liefere er eine überzeugende Handlung, die sich scharfsinnig und mitfühlend mit zwei der drängendsten gesellschaftlichen Sorgen ihrer Zeit auseinandersetzten – Jugendkriminalität und Klassenvorurteile. Auch heute noch habe der Film eine erschreckende Resonanz. Reinert liefere eine liebevolle Hommage an den klassischen Film noir, indem er extrem niedrige Kamerawinkel, schattenhafte Innenräume und einige unheimlich schöne nächtliche Szenen in Paris verwende, die durchaus auch von Otto Preminger hätten sein können. Quai de Grenelle beeindrucke als einer der schockierendsten französischen Filme seiner Zeit.